# Masculino como norma
El principio de que lo masculino es la norma sostiene que el lenguaje dirigido a las mujeres, como el sufijo -a (médica). el uso de «hombre» para referirse a «ser humano», y otros mecanismos, refuerzan la percepción de que el género masculino es la norma y su respectiva forma femenina es una derivación y, por tanto, menos importante. Los términos machistas como mujer de la limpieza, hombre de negocios, etc. se citan como ejemplos de cómo la lengua castellana refleja los prejuicios contra los géneros que la sociedad tiene.
Esta idea fue expresada claramente por primera vez por pensadores del siglo XIX que comenzaron a deconstruir el inglés para exponer los productos y las bases del patriarcado. El principio del masculino como norma y la relación entre el género gramatical y la manera en que sus respectivos hablantes conceptualizan su mundo han recibido atención de diversos campos de estudio, desde la filosofía hasta la psicología y la antropología, y ha impulsado debates sobre el determinismo lingüístico y la desigualdad de géneros. El mensaje subliminal de este principio es que las mujeres hablan un lenguaje menos legítimo sustentado por estas dos últimas ideas, y que se define por la subordinación del género femenino que se forma a partir del lenguaje normativo masculinizado aceptado. Considerando que el lenguaje de las mujeres es deficiente en relación con el de los varones, se asume que algo va mal en el lenguaje de las mujeres. Posteriormente, investigaciones de las ciencias sociales, particularmente en análisis discursivo, han mantenido y calificado como sistemático esta predisposición hacia el masculino.
En la práctica, el género gramatical exhibe una predisposición estructural sistemática que ha convertido las formas masculinas en el estándar para el genérico, en contextos en los que el género no se especifica. Según el principio del masculino como norma, esta predisposición funciona para excluir e ignorar a las mujeres, negar las experiencias femeninas e imponer que todo lo que no es masculino está desviado o no puede representar muchas de las categorías sociales.

## Desarrollo histórico

### El paso del sistema sexual jerarquizado al binario (años 1800)
En el siglo XVIII se llevó a cabo una re-interpretación radical del cuerpo femenino en relación con el masculino. Antes de este cambio intelectual, los hombres y las mujeres eran calificados por su grado de perfección metafísica, mientras que a finales de este siglo se estableció un nuevo modelo basado en las ideas radicales de dimorfismo y divergencia biológica. Los biólogos usaron descubrimientos de campos como la anatomía y la psicología para cambiar la forma de entender de la diferencia entre géneros, basándola en este tipo de estudios más que en el grado de perfección metafísica. Este cambio metafísico en la comprensión del sexo y el género, al igual que la interacción entre estas categorías sociales, solidificó muchas de las creencias existentes sobre las diferencias inertes entre hombre y mujer. Esto permitió a los científicos, los políticos y otros cargos con influencia cultural a promover la creencia del género binario bajo un velo de positivismo e ilustración científica.

### Mediados delsigloXX

#### Simone de Beauvoir
La existencialista francesa Simone de Beauvoir describió en su obra El segundo sexo dos conceptos que, más tarde, resultarían ser desarrollados en los campos de la lingüística y la psicología y se convertirían en los fundamentos para el principio del masculino como norma en la segunda oleada feminista. Beauvoir afirma que el hombre es contemplado como «lo positivo y lo neutral», «presagiando el estudio de la distinción, o la distinción lingüística entre lo "fuerte" y lo "débil", términos de una oposición. Específicamente, «la noción de que el típico contraste entre opuestos… no es simétrico».
Más bien, el contraste entre oposiciones es frecuentemente un significado asimétrico «el término positivo o fuerte puede ser neutralizado en el significado para denotar la escala como un todo más que el positivo final; pero el negativo o el débil solo puede denotar un fin negativo». Las formas singulares o con marcas del masculino son tomadas como las fuertes respecto a las formas plurales o con marcas de femenino.
Beauvoir continúa explicando que «hay un tipo de humano absoluto, el masculino… De este modo, la humanidad es masculina», y la negativa del hombre a incluir la mujer ya no es de la incumbencia de ellas, sino la masculinización de todos los humanos para excluir a la mujer (o al menos para ningunearla). Así pues, se introduce su segundo concepto y se predice el concepto psicológico de prototipicalidad y el desarrollo del modelo teórico en los 70. «El modelo teórico es una escala gradual de categorizaciones en la cual, algunos miembros de una categoría son más importantes que otros. Un modelo ayuda a explicar el significado de una palabra cuando se recurre al ejemplo más claro». «Todos los sujetos de una categoría no tienen el mismo estatus en la mente de una persona; algunos miembros se consideran como más iguales (o modélicos) que otros… En cualquier categoría se toma al hombre como referencia de miembro modélico, lo normativo para la categoría de ser humano; y el individuo totalmente opuesto al modélico en cualquier categoría es la mujer, que es una variación del modélico, es decir, un ejemplo menos representativo de la especie humana».

#### Luce Irigaray
Como había hecho Simone de Beauvoir en las últimas décadas, la feminista francesa y la académica literaria Luce Irigaray centró sus ideas sobre el principio del masculino como norma alrededor de la idea de que la mujer en su totalidad era ninguneada por la desigualdad de género sistemática, particularmente a través del lenguaje sexista y como la experiencia de la mujer y su subjetividad son definidas a partir de la definición del hombre; mediante la oposición en un sistema falocéntrico en el que el lenguaje es empleado deliberadamente como un método de protección de los intereses falocéntricos para subliminalmente reafirmar su posición como lo normativo. Irigaray afirma que la designación de la mujer como una versión inferior del hombre, una aberrante variación de la norma del hombre, está reflejada a lo largo de la historia y filosofía de Occidente. Freud en particular hizo un símil del dinamismo de género al definir las mujeres como «hombres pequeños». En esta tradición de desigualdad, las mujeres son medidas contra un estándar masculino, comparándose con este(como falta, complementaria o lo mismo). Irigaray sostiene que la percepción de cualquier diferencia entre los dos géneros es una ilusión: «Donde las mujeres no sean iguales a los hombres, fracasarán en su convivencia».

#### Dale Spender
Dale Spender es una de las académicas feministas más citada que trabajó con el principio del masculino como norma. Ella afirma que «el patriarcado es un marco de referencia, una forma particular de clasificar y organizar las cosas y los eventos del mundo». Con el lenguaje clasificamos y ordenamos el mundo y, mediante este, tenemos la capacidad de manipular la realidad. De esta manera, si nuestro lenguaje es defectuoso sistemáticamente y/o permanece sobre una infraestructura de reglas inválidas, nos desencaminamos entonces y nos confundimos en su percepción fundamental. Las reglas por las que dotamos de significado y están intrínsecamente asociadas con el lenguaje, han tenido que ser inventadas y definidas. Estas reglas lingüísticas establecen y clasifican nuestro marco de referencia y las bases a raíz de las cuales interpretamos y comprendemos la realidad. Spender además explica, que estas reglas se autovalidan y se perpetúan con el paso del tiempo, sin tener en cuenta la validez de las creencias y/o las interpretaciones a partir de las cuales fueron fundadas.
Spender afirma que, pese a que la regla semántica del hombre como norma puede parecer ineficaz en la producción del pretendido impacto social significativo concluido por muchas académicas, esto es parte de por qué la regla es tan omnipresente y superlativamente dañina en la construcción de nuestras percepciones de género. Mientras los lenguajes de género giren alrededor de esta regla, los hablantes verán el mundo con la premisa de que los hombres son el estándar, el ser normal y que los que no son hombres se considerarán desviados. De esta forma, los hablantes seguirán dividiendo a la humanidad en dos partes injustamente sesgadas. «Al organizar los elementos y los eventos del mundo de acuerdo con estas reglas, establecemos la razón y la reivindicación de la supremacía masculina».

### Gerda Lerner
En el transcurso de la carrera de la historiadora feminista Gerda Lerner, Lerner centra sus estudios en el poder patriarcal y en la historia de la subordinación de la mujer. Al examinar la estratificación de género en varias sociedades a lo largo de la historia del ser humano de acuerdo con el lenguaje, Lerner realiza un análisis en profundidad del significado histórico y moderno del principio del hombre como norma. Fue una de las fundadoras del campo de la historia de la mujer y tuvo gran importancia en el desarrollo del currículo de historia de la mujer. En el libro de Lerner La creación del patriarcado (1986), aborda cómo los hombres se apropiaron de los principales símbolos del poder femenino a lo largo de la historia, construyeron religiones en torno a «la metáfora contrafactual de la procreatividad masculina» y "redefinieron la existencia femenina reduciendo su papel y haciéndola sexualmente dependiente». Lerner explica que las metáforas para el género, que crearon y promovieron los varones, «muestran al hombre como norma y a la mujer como algo desviado: el hombre como un ser perfecto y todopoderoso, la mujer como un ser inacabado, mutilado y carente de autonomía". Según Lerner, los hombres han construido, explicado y definido el mundo en sus propios términos y se han colocado en el centro del discurso.
Lerner continúa explicando cómo la sociedad en general, al establecer el lenguaje y el discurso centrados en el hombre como norma, a su vez han exigido una perspectiva androcéntrica y conceptualizado a las mujeres como menos que los varones, además de distorsionar la definición de la mujer en la medida en que sus experiencias, su autonomía y sus puntos de vista se han perdido en la consideración moderna. A su vez, los hombres han llegado a creer que sus experiencias, puntos de vista e ideas representan toda la experiencia y el pensamiento humano. Lerner concluye que mientras los varones no reconozcan la perspectiva femenina y mientras crean que tienen la única experiencia humana legítima, serán incapaces de definir y comprender con precisión la realidad.

## Perspectivas modernas

### Sue Wilkinson
En 1997, Sue Wilkinson, profesora de Estudios Feministas y de Salud de la Universidad de Loughborough, escribió que existen distintas tradiciones teóricas en el feminismo que tratan sobre la inferioridad de las mujeres, dos de las cuales tienen sus raíces en la idea del hombre como norma. En primer lugar, la psicología ha evaluado mal a las mujeres a lo largo de su historia al tomar como norma una perspectiva masculina que categoriza a las mujeres como desviadas; o, como dijo Simone De Beauvoir, la ciencia de la psicología ha «ninguneado» sistemáticamente a las mujeres. Otra forma en que Wilkinson ve que se afirma la inferioridad de las mujeres es a través de psicólogos que buscan una perspectiva diferente, la femenina, escuchando las voces de las mujeres y recurriendo a ideas preconcebidas sobre los procesos morales y cognitivos femeninos, ya que difieren de los de los hombres. Wilkinson defiende que debemos reconstruir la cuestión de las diferencias de sexo y que tenemos que desmantelar la masculinidad y la feminidad como categorías fundamentales.

### Jeannine Hill Fletcher
En su libro Motherhood as Metaphor: Engendering Interreligious Dialogue, la profesora de teología Jeannine Hill Fletcher, de la Universidad de Fordham, señala que las escrituras y los escritos teológicos cristianos han presentado la antropología teológica desde la perspectiva del hombre como norma debido a la predominancia de teólogos y filósofos a lo largo de la historia. Fletcher señala que esto ha tenido efectos desastrosos en la vida de las mujeres y en la valoración de la perspectiva femenina y, en consecuencia, la historia de la teología cristiana ha perdido oportunidades para abrir nuevos entendimientos sobre lo que significa ser humano.
- Datos: Q22906682